# Karczewizna
Karczewizna – wieś w Polsce położona w województwie mazowieckim, w powiecie węgrowskim, w gminie Łochów. Ma status sołectwa.
W latach 1975–1998 miejscowość administracyjnie należała do województwa siedleckiego.
Wierni Kościoła rzymskokatolickiego należą do parafii Niepokalanego Poczęcia NMP w Kamionnej.